# Competencia oficial
Competencia oficial (bra: Concorrência Oficial; prt: Competição Oficial) é um filme de comédia hispano-argentino de 2021 dirigido por Gastón Duprat e Mariano Cohn, a partir de um roteiro de Duprat, Cohn e Andrés Duprat. É estrelado por Antonio Banderas, Penélope Cruz e Oscar Martínez.

## Elenco
- Antonio Banderas como Félix Rivero
- Penélope Cruz como Lola Cuevas
- Oscar Martínez como Iván Torres
- Pilar Castro
- Irene Escolar como Diana Suárez[5]
- Manolo Solo[6]
- Carlos Hipólito
- José Luis Gómez como Humberto Suárez[5]
- Nagore Aranburu
- Koldo Olabarri como Darío
- Juan Grandinetti

## Produção
Em janeiro de 2020, Antonio Banderas, Penélope Cruz, Oscar Martínez, Pilar Castro, Irene Escolar, Carlos Hipólito, José Luis Gómez, Nagore Aranburu, Koldo Olabarri e Juan Grandinetti foram anunciados para se juntar ao elenco, com Gastón Duprat e Mariano Cohn na direção de um roteiro que eles escreveram ao lado de Andrés Duprat. Cruz e Banderas só haviam compartilhado tempo na tela antes durante dois minutos do filme de Pedro Almodóvar, de 2013, Os Amantes Passageiros.
O filme foi produzido pelo The Mediapro Studio, com a participação de RTVE, TV3 e Orange España.
A fotografia principal começou em fevereiro de 2020. Em março de 2020, a produção foi interrompida devido à pandemia de COVID-19. As filmagens foram retomadas em setembro de 2020 e o encerramento foi anunciado em outubro de 2020.

## Lançamento
Competencia oficial teve sua estreia mundial no 78º Festival de Cinema de Veneza em 4 de setembro de 2021. Também foi exibido no Festival Internacional de Cinema de Toronto em setembro de 2021. A Buena Vista International distribuirá o filme na Espanha. A Protagonist Pictures tratou das vendas internacionais.
O Star+ adquiriu direitos de distribuição para a América Latina. No caso da Argentina, o filme está programado para ser lançado em 17 de março de 2022. A IFC Films comprou os direitos de lançamento nos cinemas para os Estados Unidos.
Em Portugal, o filme foi lançado nos cinemas em 24 de março de 2022. No Brasil, o filme não teve um lançamento nos cinemas e estava programado para ser lançado em 20 de maio de 2022 diretamente em streaming no Star+ juntamente com outros países da América Latina, mas o lançamento foi adiado para 1 de julho de 2022.

## Recepção
O site agregador de críticas Rotten Tomatoes entrevistou 60 críticos e avaliou 20 como positivos para uma taxa de aprovação de 93%. Entre as avaliações, determinou uma classificação média de 7.60 em 10.
No Festival Internacional de Cinema Cinéfest Sudbury de 2021, ganhou o prêmio de Melhor Longa-Metragem Internacional. No Festival Internacional de Cinema de Vancouver de 2021, ganhou o Prêmio do Público de filme mais popular no programa Galas and Special Presentations.